# Richard (Abt)
Richard auch Richardus, Richart, Richhardus, Rihhardus, (* um 970; † 20. Juli 1039 in Neuenberg) war  Abt der Benediktinerklöster  von Amorbach von 1008 bis 1039 und Reichsabt von Fulda von 1018 bis 1039 und gleichzeitig Abt von Ellwangen von 1035 bis 1039
Richard war zunächst Abt des Klosters Amorbach und wurde unter Kaiser Heinrich II. als Reformabt in der Reichsabtei Fulda eingesetzt, um hier die im Auftrag Heinrichs II. bereits eingeleiteten Reformen weiterzuführen.
Richard zählte zu den engen Vertrauten Heinrich II. Gleich zu Beginn seiner Amtszeit in Fulda im Jahr 1019 erhielt die Abtei von Heinrich II. das Münz-, Markt- und Zollrecht.
Als Abt von Fulda gründete er 1023 das Kloster Neuenberg auf einem westlich von Fulda gelegenen Berg. In dem von ihm gegründeten Kloster Neuenberg wurde er am 20. Juli 1039 in der Klosterkirche (St. Andreas) beigesetzt. Seine Grabstelle ist hier bis heute erhalten.
Richard wurde von dem um 960 geborenen Reformer Theoderich von Fleury (Theodoricus Floriacensis, Theodoricus von Amorbach) beeinflusst. Ihm widmete er mehrere seiner Schriften und nahm dessen libelli de consuetudinibus et statutis monasterii Floriacensis zum Vorbild für den Ordo Amerbacensis, den er mit nach Fulda brachte und der als Vorbild des erneuerten mönchischen Lebens galt.
In seine Zeit als Abt fällt der Besuch von Kaiser Heinrich II. und Papst Benedikt VIII. im Jahr 1020 in Fulda.
Richard konnte dem Stift Fulda auch mancherlei Schenkungen zuwenden. Außerdem galt er als ein Freund der Schotten.